# Vibrion
Vibrion es una banda argentina de death metal proveniente de Buenos Aires. Es considerada una de las bandas precursoras dentro de su género  en Argentina.

## Historia
En 1989, en Villa Devoto(Buenos Aires) Luis Guardamagna Cederborg, Gustavo Guardamagna Cederborg y Fabián Sergio Fernández formarían la banda Chacal.

### Nostradamus C1.16
En 1991 aparece el primer demo de Chacal, titulado Nostradamus C1.16. En 1992 se sumaría en la guitarra Guillermo Giusti, y a partir de entonces deciden llamarse Vibrion.

### Erradicated Life
En noviembre del 1992 grabarían en Estudios El Zoológico (ARG) su primer producción independiente intitulada Erradicated Life, la cual contiene en su totalidad 5 tracks en inglés plasmados en formato cassette. El impacto causado con este demo fue muy bueno, logran una excelente aceptación en medios especializados, tanto en Argentina como en el exterior y es así como rápidamente consiguen la atención del Sello Witchunt Records (Suiza), quien se encarga de reeditar en 1993 Erradicated Life en un EP simple 7 con una distribución a nivel mundial.
Con la difusión adquirida con este material, llegan a formar parte de varios compilados, como el legendario Death Metal Advance bajo el Sello Advance Records (ARG), placa en la que se destacan 8 de las bandas argentinas más representativas del género de aquella época. Con fines de promoción, para esta producción grabarían otros 3 temas en noviembre de 1993, y finalmente aportarían 2 tracks: "Polluted Areas" y "Metamorphosis". Así mismo, participarían de otros compilados, como Pathological Blasphemies (USA) y Grindcore, a través de Nuclear Blast (Alemania).

El 8 de octubre de 1993 darían un Gig en el viejo Arlequines de San Telmo, hoy Buenos Ayres Club. De aquella fecha, y de la mano del Ingeniero de grabación Juan José Burgos, quedarían registrados 4 tracks en vivo: "Legal Fights", "Schizoid's Obsession", "Massive Frustration" y "Erradicated Life". En marzo de 1994, estos registros formarían parte de la reedición en formato mini-CD de Erradicated Life más 4 bonus tracks en vivo, una vez más a través del Sello Advance Records (ARG).

El 8 de abril de 1994 se presentarían en Stadium(Buenos Aires) como teloneros de los alemanes Kreator (1982). En aquel mes se confirmaría un Tour por Europa que constaría de 19 conciertos en el circuito under de 7 países: Bélgica, Francia, España, Holanda, Alemania, Suiza y Finlandia. Es en Alemania, un 11 de junio del 94', en la localidad de Ludwigshafen, donde se realizaría la competencia de bandas del Death Metal under llamada Kulturbo Underground Wettbewerb (aka Underground-Konzerte-Band-Wettbewerb), en la que Vibrion es seleccionada entre 120 formaciones. Vibrion llegaría a una final con 4 bandas alemanas, 2 francesas y una holandesa, y resultan ser los ganadores.

Al poco tiempo el Sello Frost Bite Records(ARG) reedita en formato CD aquel material publicado por Advance Records(ARG), conteniendo una portada diferente a la del tape y el EP, las versiones anteriormente publicadas.

### Diseased
En el año 1995 lanzan el álbum Diseased. Grabarían este material en el transcurso de 1994 en Estudios El Zoologico(ARG), con Augusto Milharcic como Ingeniero de grabación. Si bien en un primer momento la intención era editar la placa a través de un Sello europeo —contactar con estos mientras realizaban su Tour por el viejo continente a mediados del 94'— finalmente, meses más tarde Luis le propone al Sello Frost Bite Records(ARG) editar el LP en formato CD.

Participarían de la grabación los mismos integrantes de Erradicated Life. Lograrían un sonido más pulido, donde predominan los medios tiempos y las guitarras graves; el resultado es un gran álbum de Death Metal. 
En 1996, la banda se presenta junto a Horcas(1988), Logos(1990) y Rata Blanca(1985) en el marco del festival itinerante Metal Rock Festival I. Compartirían cartel como grupo soporte. La gira comenzaría el 12 de abril en el estadio de Morón y continuaría el 13 de abril en el estadio Obras, fecha destacada en la que rindieron homenaje a V8(1979) los exmiembros de la mítica banda. Ese mismo año, viajarían a Suecia para grabar su tercer CD, Closed Frontiers.

### Closed Frontiers
Closed Frontiers se graba en los famosos Sunlight Studios(Suecia) de Estocolmo. Fue producido por Tomas Skogsberg y Fred Estby, otrora integrante de los Death suecos Dismember(1988). Lo componen en medio de una segunda gira europea y con un nuevo integrante, Alejandro Mangiacaballi en guitarra, siendo ya miembro estable de la banda en reemplazo de Guillermo Giusti.

### Instinct
Luego de varios años de silencio, la banda prácticamente disuelta y con Luis Guardamagna radicado definitivamente en Bélgica, graban el EP Instinct en el año 2002. Utilizarían samplers y demás elementos nuevos para Vibrion, y dejarían plasmado un sonido totalmente diferente al de sus discos anteriores, un material totalmente fresco, más acorde al nuevo milenio. Instinct, no sería editado en forma física en aquellos años.

### The Contagion Decade
Luego de 20 años de su clásico Erradicated Life, Disembodied Records(ARG) contacta a ex miembros de Vibrion hasta dar con Luis Guardamagna, a quien se le propone reeditar toda su discografía remasterizada. La misma constaría de dos CDs. El primero incluiría Erradicated life mas Closed Frontiers, y el segundo Diseased mas Instinct, así como también una edición limitada en formato boxed set llamada The Contagion Decade, la cual incluiría ambos CDs, remera, sticker y parche. Ambas ediciones fueron muy bien recibidas tanto en Argentina como en el exterior.

Al mismo tiempo que se vuelven a difundir los CD, Vibrion vuelve a ser noticia. Se genera en Bélgica —país donde continúan radicados Luis y Alejandro— la posibilidad de un retorno a la Argentina. Motivados por la buena recepción/ feedback de los fans nuevos y viejos, finalmente aceptarían y luego de un largo tiempo de ausencia en el plano musical, deciden llamar a Laye Les Pessy (Laye Louhenapessy), baterista de los Death Dehuman(2006) de Bélgica, y de esta forma comienzan los ensayos entre los tres. Fabián Fernández, quien vivía en Buenos Aires, se sumaría a este retorno ensayando a distancia, via internet.

### Buenos Aires Re-Infected/ Live Album
En abril de 2013 tendrían sus primeras fechas en Bélgica, y en Alemania participarían de la séptima edición del  Extremefest, junto a grandes bandas como Grave(1986), Vader(1983), Behemoth(1991) y Kataklysm(1991). Disembodied Records(ARG) confirma el retorno de Vibrion en el marco del Re-Infection Tour/ Argentina 2013. La gira incluyó 10 fechas en el interior del país, cerrando con 2 shows en Buenos Aires en el mes de noviembre —viernes 1° y domingo 17— en el reducto Roxy Live de Palermo. En esta última fecha, grabarían el DVD Buenos Aires Re-Infected/ Live Album.

### Presente
En el 2014 planifican una gira europea y una sudamericana. En diciembre de 2014 sale a la venta el DVD Buenos Aires Re-Infected/ Live Album. En marzo de 2016, después de varios años, lanzan su tercer LP Bacterya.

## Miembros

### Última formación conocida
- Luis Guardamagna Cederborg - Guitarra, Voz
- Jonas Sanders - Batería
- Matías Menéndez Lorenzo/ Mathias M. - Bajo
- Fabian Sergio Fernández/ Falkner - Bajo

### Miembros anteriores
- Laye Les Pessy/ Laye Louhenapessy - Batería (Dehuman, Putrid Offal)
- Alejandro Mangiacavalli/ Alex, El Chino - Guitarra (Demonic Soul)
- Lou-Indigo - Guitarra
- Guillermo Giusti - Guitarra
- Gustavo Guardamagna Cederborg/ Cuatrijera - Batería (Dilaceration)
- Charles de Croix - Batería
- Eric Renwart - Guitarra (Road to Consciousness, Pixelrace)
- Roland Wislet - Bajo

## Discografía

### EP
- 1991 - Nostradamus C1.16 (DEMO)
- 1992 - Erradicated Life (DEMO)
- 2001 - Instinct

### Álbumes
- 1993 - Erradicated Life
- 1995 - Diseased
- 1997 - Closed Frontiers
- 2012 - The Contagion Decade/ Reedición - Boxed Set
- 2016 - Bacterya

### Otros
- 2014 - Buenos Aires Re-Infected - Live Album

### DVD
- 2014 - Buenos Aires Re-Infected - Live Album